# 法尊 (中国僧)
法尊（ほっそん、1902年（光緒28年）12月14日 - 1980年12月14日）は、中華民国の北京政府時期から中華人民共和国前期にかけて活躍した中国の僧侶。河北省深縣南周堡村に生まれ、北京廣濟寺にて円寂した。

## 経歴
中華民国期の中国仏教界では、中国仏教に久しく失われている密教の教えを学ぶため、日本の真言宗とチベットに留学僧を派遣することにした。
法尊は、受戒してほどなく、チベットに派遣される留学僧団の一員に選ばれ、1921年より1933年までの十年余りラサの僧院において修行した。
1933年、中国に呼び戻され、中国僧がチベット仏教を学ぶための学校漢藏教理院の理事として、一年間同校の立ち上げに関わり、ラサでの修行を再開、留学は1936年まで足掛け17年に及んだ。